# Clóvis Assumpção
Clóvis Assumpção (Bagé, 1920) é poeta, crítico de arte, poesia e cinema. 

## Biografia
Clóvis Pereira Assumpção é um dos membros correspondentes da ABDL, um incentivador do teatro e do cine-clubismo, crítico de cinema, poesia e arte em geral. Advogado e jurista, membro da Justiça do Trabalho, publicou trabalhos de caráter jurídico e livro de poemas de características que incluem aspectos do Surrealismo e do Cubismo, entre outros. Foi professor de Filosofia da Arte da UFRGSe crítico de arte do Jornal Correio do Povo de Porto Alegre de 1948 a 1955 e da Revista Quixote. Seu livro "As águas não têm memória" foi lançado com capa dura revestida de tecido rústico de e ilustrações de Carlos Scliar. Na crítica, entre outras coisas, trabalhou pelo resgate da memória de artistas como os do chamado Grupo de Bagé .

## Obras

### Obra poética
- As Águas não têm Memória. P. Alegre, Globo, 1942 (2ª ed. 1962, Edições Pégaso , com capa dura revestida de tecido rústico de Carlos Scliar, pelo sesquicentenário de Pelotas.)
- Astrolábio 1972-1973, Diário do Filósofo, Edição AMATRA.Porto Alegre, 1972.
- Anatomia e metafísica do jazz. Canoas. Tipografia e Editora La Salle, 1976, ilustrações de Paulo O. Flores.
- Trens Neblina e Rosa Fria. Canoas. Tipografia e Editora La Salle, 1973 (Poemas de tendência cubista escritos na década de 1940 no Rio de Janeiro e em Porto Alegre.

### História da arte e teoria poética
- Arte do Grupo de Bagé: História. Canoas. Tipografia e Editora La Salle, 1975.
- Panorama Poético de Pedro R Wayne. Porto Alegre. Sociedade Universitária Sul-Rio-Grandense, 1975.
- A poesia de Fernando Whitaker da Cunha: conferência crítica. Associação Brasileira de Crítica Literária, 1981